# 博戈達里夫卡 (多布羅韋利奇基夫卡區)
48°33′9″N 31°10′32″E / 48.55250°N 31.17556°E
博戈達里夫卡（烏克蘭語：Богодарівка），是烏克蘭中部的村莊，隸屬基洛夫格勒州的新烏克蘭卡區。該村始建於1923年，面積1.59平方公里，海拔高度174米，2001年人口190，人口密度每平方公里119.5人。